# Едвард Л. Голл
Едвард Л. Голл (англ. Edward L. Hall; 17 березня 1872 — 1 січня 1932) — колишній американський тенісист.
Найвищу одиночну позицію світового рейтингу — 6 місце досяг 1893 року (у США).
Найвищим досягненням на турнірах Великого шолома був фінал в парному розряді.

## Фінали турнірів Великого шолома

### Парний розряд (1 поразка)
| Результат | Рік  | Турнір        | Покриття | Партнер        | Суперники                      | Рахунок            |
| --------- | ---- | ------------- | -------- | -------------- | ------------------------------ | ------------------ |
| Поразка   | 1892 | Чемпіонат США | Трава    | Валентайн Голл | Олівер Кемпбелл Боб Гантінґтон | 6–4, 6–2, 4–6, 6–3 |